# 扶余語族
扶余語族（ふよごぞく、朝鮮語:부여어족、中国語:扶余语系）とは、古代満洲から朝鮮半島にかけて話された夫余、高句麗、濊、沃沮、百済（支配層）などの諸言語を内包する仮説上の語族。この仮説は古代中国の史料にある言語間の類似についての情報に基づいている。

## 概要
扶余語族、あるいは夫余諸語等は、主として中国の古代の歴史書『三国志』などの歴史書の記述を論拠に、古代の東北アジアに居住した夫余、高句麗、濊、沃沮等の言語が同一の系統に属すると仮定して用いられる用語である。
『三国志』などには、満洲南部から朝鮮半島北部にかけて居住していた諸民族が近しい関係にあったとする記述がある。即ち『三国志』「高句麗伝」は高句麗が扶余（夫余）の別種であると記し、「濊伝」には高句麗と濊の言語・習慣が概ね同じであったと記されている。また東沃沮伝にも高句麗と東沃沮の言語が概ね同じであるという記述がある。この中国の記録から、夫余・高句麗・濊・東沃沮の言語を一つのグループとしてまとめることが可能となる。
一方で「挹婁伝」には挹婁と扶余・高句麗の言語が異なると記されている。挹婁は粛慎の後裔であるとされており、後の靺鞨に繋がると史書上は記される。故に、後世の満洲における言語分布を元に、靺鞨の言語をツングース語と想定するのであれば、高句麗や扶余のような古代の満洲南部・朝鮮半島北部の言語はツングース語とは異なる独自の言語グループを形成していたと想定することが可能となる。また、より南の朝鮮半島南部の言語（韓系諸語）と高句麗以北の言語の関係についての言及は中国の史書にはない。こうして想定されたのが、ツングース語とも韓系諸語とも異なる扶余語族、扶余系諸語などと呼ばれる言語グループである。
また日本の言語学者河野六郎や韓国の言語学者李基文は、『周書』に百済では王が「於羅瑕」と号しており、民衆は王を「鞬吉支」と呼んでいた、という記述があることと、『梁書』に高句麗と百済の言語がほぼ同じである、という記述があること、一方で言語学的な分析において百済語の単語が新羅語と概ね一致することなどから、百済では支配層が扶余系言語を、民衆が韓系言語を話していたと想定した。この想定を取れば、扶余系言語には更に百済の支配層の言語が含まれることになる。
ただし、これらの想定の前提となる夫余・高句麗・濊・東沃沮の言語は、高句麗語の極僅かな単語の朧げな形以外の情報が残されておらず、またこれをツングース語と異なる独自の語族とする根拠の一つである挹婁・靺鞨の言語に至っては漢字表記された人名以外の情報は皆無である。故にこの仮説は中国史料の言語類似に関する情報にほとんど完全に依存している。しかし、この中国史料の情報の信憑性については古くから疑問も呈されている。三上次男や金芳漢は高句麗と濊の言語が同種であるという情報の信憑性に疑義を唱えており、後者は沃沮の言語についての情報についても正確なものとして受け入れるのは問題があるとする。
こうした史料的制約のため、現在でも扶余系とされる諸言語の関係性については仮説段階に留まっているが、「扶余系」とされる諸言語は日本語や朝鮮語の起源論においてしばしば一括りで扱われることがある。